# Пьотър Вановски
Пьотър Семьонович Вановски (на руски: Пётр Семёнович Ванно́вский) е руски офицер, генерал от пехотата. Военен министър и министър на народната просвета на Руската империя. Участник в Руско-турската война (1877-1878).

## Биография
Пьотър Вановски е роден на 24 ноември 1822 г. в Киев в семейството на потомствен дворянин от Минска губерния. Ориентира се към военното поприще. Завършва 1-ви Московски кадетски корпус (1840).
Започва военната си служба в Лейбгвардейския финландски полк. Участва в Унгарската кампания (1848 – 1849). Началник на стрелкова офицерска школа.
По време на Кримската война (1853 – 1856) се бие при обсадата на Силистра и е награден с Орден „Свети Владимир“ IV ст. Повишен е във военно звание генерал-майор от 1861 г. Директор на Павловския корпус (1863). Повишен е във военно звание генерал-лейтенант с назначение за командир на X12-а пехотна дивизия (1868).
Участва в Руско-турската война (1877-1878). В началото на войната е командир на 12-и армейски корпус, който преминава река Дунав Зимнич-Свищов. От 26 юни / 10 юли 1877 г. е изпълняващ длъжността началник на щаба на Русчушкия отряд. Участва в превземането на град Бяла и действията при Русе. Награден е с орден „Свети Георги“ III степен (1877). От 12/24 февруари 1878 г. е командир на частите на Източния отряд, който влиза в ключовия за войната Шумен. Генерал-лейтенант Пьотър Вановски приема ключа на Шумен от Фазлъ паша. Повишен е във военно звание генерал-адютант от 1878 г.
След войната активно участва в управлението на Русия. Военен министър (1882-1897). Член на Държавния съвет с повишение във военно звание генерал от пехотата от 1883 г. и е награден с орден „Свети Александър Невски“. Почетен член на Руската академия на науките от 1888 г. Министър на народната просвета (1901-1902). Почетен член на Михайловската артилерийска академия и Николаевската инженерна академия.
Умира на 82 години през 1904 г.
Улица в Шумен е наименувана „Генерал Пьотър Вановски“.